# Caprice Chantal
Caprice Chantal, pseudonimo di Josette Thérèse Colonna Leca (Fort-de-France, 13 aprile 1937), è una ballerina, cantante e attrice francese di origine martinicana, nota in Italia per aver interpretato alcuni film alla fine degli anni cinquanta e per un flirt con Ugo Tognazzi nel 1958.

## Filmografia

### Cinema
- Avventura a Capri, regia di Giuseppe Lipartiti (1959)
- Guardatele ma non toccatele, regia di Mario Mattoli (1959)
- Caterina Sforza, la leonessa di Romagna, regia di Giorgio Walter Chili (1959)
- Non perdiamo la testa, regia di Mario Mattoli (1959)
- Psicanalista per signora (Le Confident de ces dames), regia di Jean Boyer (1959)
- Femmine di lusso, regia di Giorgio Bianchi (1960)

### Televisione
- The Philco Television Playhouse - serie TV, episodio 7x24 (1955)